# Лабулэ, Эдуар Рене Лефевр де
Эдуар Рене Лефевр де Лабулэ (фр. Édouard René Lefebvre de Laboulaye; 18 января 1811, Париж — 25 мая 1883, там же) — французский учёный, правовед, писатель, педагог, публицист и политический деятель. Отец Антуана Лабулэ. Брат Шарля Пьера Лабулэ. В честь Эдуара Лабулэ назван город в Аргентине.

## Преподавательская деятельность
Назначенный в 1849 г. профессором сравнительного правоведения в Коллеж де Франс (Collège de France), он прочитал здесь курс истории Соединённых Штатов, вышедший в 1855—1856 гг. («Histoire politique des États-Unis»; есть русский перевод). К этой работе примыкает знаменитая политическая сказка-сатира: "Paris en Amérique" (1863; есть два русских перевода, последний издан в Санкт-Петербурге в 1893 г.), которая, вместе с предыдущей работой, даёт наиболее полное представление об общем направлении Лабулэ.

## Политические взгляды Лабулэ
Он являлся горячим сторонником широкой личной свободы, дающей полнейший простор всем способностям человеческого духа и потому развивающей самодеятельность, в особенности в экономической области. Роль государства сводится им до возможного минимума; главной, почти единственной его обязанностью Лабулэ считает охрану личной, общественной и, в особенности, имущественной безопасности. Всякое вмешательство со стороны государства в экономические отношения, в чью бы пользу оно ни совершалось, Лабулэ считает преступлением. Желая предупредить увлечения самодержавного народа, склонного к тирании над личностью, Лабулэ стоит за двухпалатную систему устройства парламента и приписывает ей значительную долю успехов Соединённых Штатов.

## Политическая деятельность
В 1871 г. Лабулэ был избран депутатом Национального собрания Франции, а в 1875 г. — пожизненным сенатором. Также ему принадлежит идея создания статуи Свободы.

## Литературная деятельность
Помимо публицистических и научных работ, Эдуар Лабулэ написал ряд чудесных волшебных сказок, вышедших впервые в 1864 году под заглавием «Голубые сказки». Второй выпуск этих сказок появился в 1867 году, а третий в самый год его смерти — в 1883.
Сказки Лабулэ основаны преимущественно на народных сюжетах, которые он облекает в оригинальную грациозную форму. Сам писатель в очерке «О значении волшебных сказок» представляет их читателю как плоды своих странствий. «...Я собирал их повсюду, где только мог. <...> Чем более я узнавал людей, тем более я убеждался, что истину можно найти только в их вымыслах...»

### Некоторые сказки Э. Лабулэ
- Искусство управлять людьми
- Замок жизни
- Как петушок попал на крышу
- Хлеб из золота
- Герцог Пальчик (по ней существует радиопостановка «Пьер, Поль и Жан»)
- Паша-пастух
- Золотое руно
- Фраголетта
- Зербино-нелюдим (по ней был снят советский мультфильм «Исполнение желаний»)
- Ивонн и Финетта
- Герцог Душка
- Три лимона

## Труды

### Работы, вышедшие при жизни
- «Histoire du droit de propriété foncière en Occident» (Париж, 1839)
- «Essai sur la vie et les doctrines F.-Ch. de Savigny» (1842)
- «Recherches sur la condition civile et politique des femmes depuis les Romains jusqu'à nos jours» (1843)
- «Essai sur les lois criminelles des Romains» (1844)
- «La révision de la Constitution» (1851)
- «Études contemporaines sur l’Allemagne et les pays slaves» (1856)
- «La liberté religieuse» (1858)
- «Études sur la propriété littéraire en France et en Angleterre au XVIII siècle» (1858)
- «Abdallah où le trèfle à quatre feuilles» (1859, есть русский перевод)
- «L’État et ses limites» (1863; есть русский перевод)
- Le parti libéral, son programme et son avenir" (1864)
- «Contes bleus» (1864)
- «Nouveaux contes bleus» (1867)
- «Le prince Caniche» (1868; есть русский перевод)
- «Derniers contes bleus» (1883) и др.

### Работы, вышедшие после смерти
- «Derniers discours populaires» (1886)
- «Trente ans d’enseignement au Collège de France», 1849-82 (1888) и др.

## Публикации на русском языке
- Париж в Америке — СПб., 1865.
- Принц-Собачка. Три лимона. История парижской прессы — СПб., 1868.
- Государство и его пределы, в связи с современными вопросами администрации, законодательства и политики — СПб., 1868.
- Арабские, турецкие, чешские и немецкие сказки — СПб., 1869.
  - Том I. Арабские и турецкие сказки
- Французская администрация и законодательство — СПб., 1870.
- История Соединенных Штатов — СПб., 1870.
- Дворец жизни — М., 1871.